# Дарнава
Дарнава (пол. Darnawa, нім. Dornau) — село в Польщі, у гміні Скомпе Свебодзінського повіту Любуського воєводства.
Населення — 174 особи (2011).
У 1975-1998 роках село належало до Зеленогурського воєводства.

## Демографія
Демографічна структура станом на 31 березня 2011 року:
|          | Загалом | Допрацездатний вік | Працездатний вік | Постпрацездатний вік |
| -------- | ------- | ------------------ | ---------------- | -------------------- |
| Чоловіки | 82      | 18                 | 56               | 8                    |
| Жінки    | 92      | 23                 | 50               | 19                   |
| Разом    | 174     | 41                 | 106              | 27                   |